# 沼ノ端西インターチェンジ
沼ノ端西インターチェンジ（ぬまのはたにしインターチェンジ）は、北海道苫小牧市沼ノ端にある日高自動車道のハーフインターチェンジ。道央自動車道方面のみ利用可能となっている。
当ICまでが東日本高速道路（NEXCO 東日本）の管轄区間（有料）であり、通行料は苫小牧東本線料金所で支払う。当IC以東は国土交通省北海道開発局の管轄区間（無料）となる。
苫小牧西港フェリーターミナル（太平洋航路）の最寄ICである。なお、東港周文フェリーターミナル（日本海航路）へは約16 km先の厚真ICが最寄となる。

## 歴史
- 1998年（平成10年）3月23日 : 苫小牧東IC - 沼ノ端西IC間（苫東道路）が開通[3]。
- 1998年（平成10年）7月6日 : 沼ノ端西IC - 厚真IC間（苫東道路）が開通[4]。

## 周辺
- ウトナイ住宅・商工業団地[5]
- ウトナイ工業団地[6]
- JR北海道 沼ノ端駅

## 接続する道路
- 直接接続
  - 国道235号（一般道路）

- 間接接続
  - 国道234号

## 隣
E63 日高自動車道（苫東道路）
(22) 苫小牧東JCT/TB - (1) 沼ノ端西IC - (2) 沼ノ端東IC